# قلعه سروعلیا
قلعه سروعلیا مربوط به دوره متاخر اسلامی است و در شهرستان اردکان، بخش عقدا، دهستان نارستان، روستای سروعلیا واقع شده و این اثر در تاریخ ۲۲ آبان ۱۳۸۶ با شمارهٔ ثبت ۱۹۸۹۶ به‌عنوان یکی از آثار ملی ایران به ثبت رسیده است.